# Leptobrachium huashen
Leptobrachium huashen é uma espécie de anfíbio da família Megophryidae.
Pode ser encontrada nos seguintes países: China, possivelmente Laos e possivelmente em Myanmar.
Os seus habitats naturais são: florestas temperadas e rios.
Está ameaçada por perda de habitat.